# Kameanka, Mena
Kameanka (în ucraineană Кам'янка) este un sat în comuna Leninivka din raionul Mena, regiunea Cernihiv, Ucraina.

## Demografie
Componența lingvistică a localității Kameanka
     Ucraineană (98,7%)
     Rusă (1,3%)
Conform recensământului din 2001, majoritatea populației localității Kameanka era vorbitoare de ucraineană (98,7%), existând în minoritate și vorbitori de rusă (1,3%).